# Джозеф, Фабиан
Фабиан Джерард Джозеф (англ. Fabian Gerard Joseph; род. 5 декабря 1965 года) — профессиональный канадский хоккеист, центральный нападающий. Выбран на драфте 1984 года клубом «Торонто Мейпл Лифс», но в НХЛ не провёл ни одного матча. Был одним из лидеров сборной Канады в конце 80-х — начале 90-х годов. Дважды завоевывал серебряную медаль на Зимних олимпийских играх в составе сборной, на Олимпиаде 1994 года был капитаном.

## Карьера
Первого успеха в карьере добился в 1984 году в составе «Виктория Кугарс», набрав 127 очков в 72 играх в ВХЛ. В том же году Джозефа задрафтовали «Торонто Мейпл Лифс». С 1985 года стал регулярно выступать за сборную Канады. С сезона 1987/88 начал выступления за клуб «Нова Скотиа Ойлерс», входивший в систему «Эдмонтона». В 1989 и 1990 годах был капитаном команды. С 1988 по 1990 в каждом из сезонов забивал не менее 30 шайб. Три сезона провёл в Европе, выступая в Италии и Швейцарии. Завершил карьеру в 1996 году в составе «Милуоки Эдмиралс».
После завершения карьеры игрока начал тренерскую деятельность. 